# Bukovice u Rohozce
Bukovice (deutsch Bukowitz) ist eine Gemeinde in Tschechien. Sie liegt acht Kilometer nordöstlich von Tišnov und gehört zum Okres Brno-venkov.

## Geographie
Bukovice befindet sich in der Sýkořská pahorkatina, einer Untereinheit der Nedvědická vrchovina in der Böhmisch-Mährischen Höhe. Das Dorf liegt linksseitig des Baches Lubě auf einer Anhöhe. Gegen Norden erstreckt sich der Naturpark Lysicko und im Westen der Naturpark Svratecká hornatina. Westlich des Dorfes wird die Lubě im Teich Rybník pod Myšníkem gestaut. Im Norden erhebt sich die Kraví hlava (566 m), nordöstlich der Na Vrších (506 m), südwestlich der Močický kopec (515 m) und im Westen die Velká hora (558 m).
Nachbarorte sind Dlouhá Lhota und Brťov-Jeneč im Nordosten, Žernovník im Osten, Malá Lhota, Lubě und Hluboké Dvory im Südosten, Unín und Rohozec im Süden, Jamné und Šerkovice im Südwesten, Lomnice und Chrastová im Westen sowie Rašov und Zhoř im Nordwesten.

## Geschichte

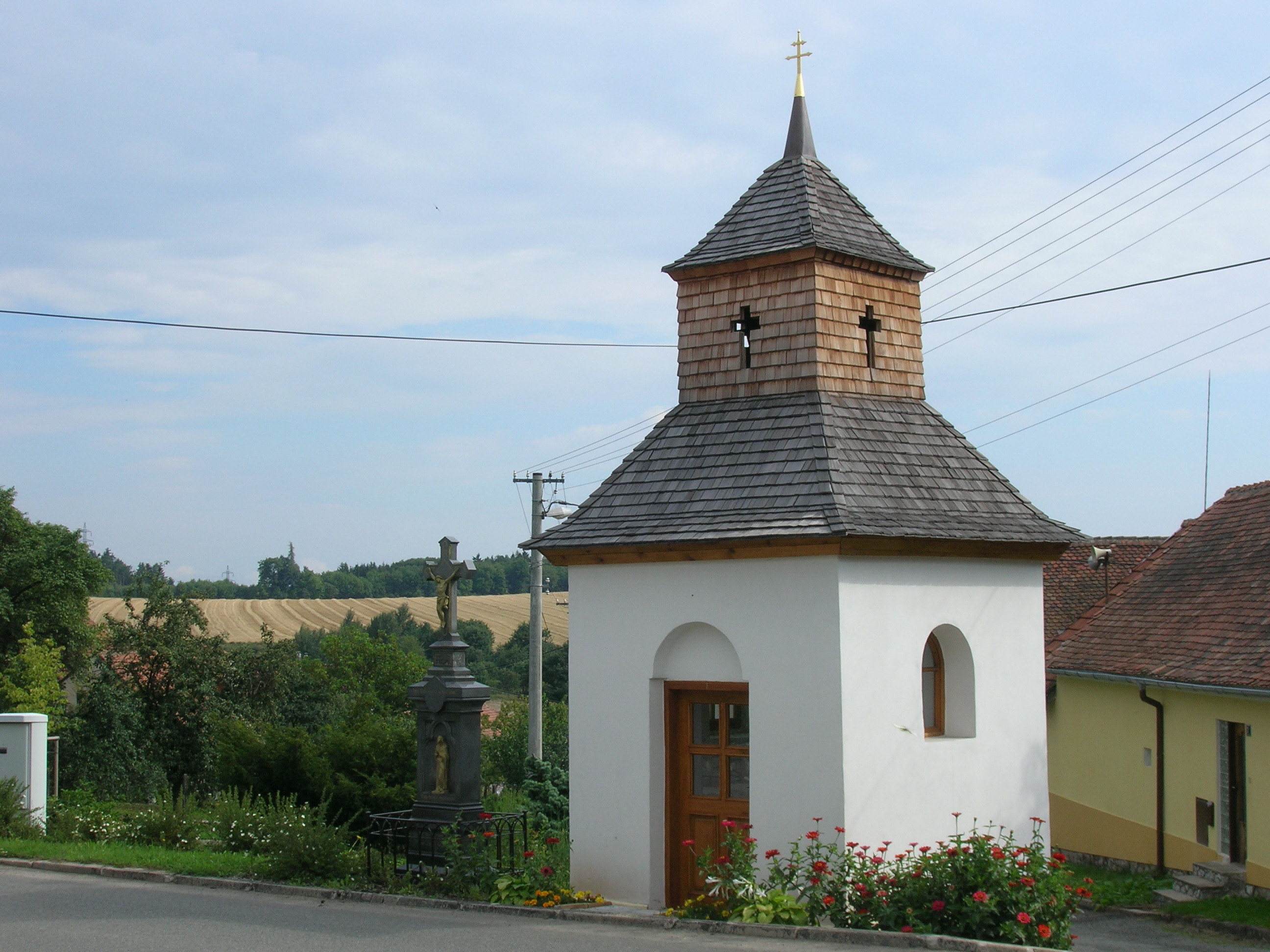
Kapelle

Die erste schriftliche Erwähnung des Ortes erfolgte im Jahre 1255, als der Vladike Vojtěch von Bukovice in einer Urkunde des Klosters Fons Beatae Mariae Virginis als Zeuge auftrat. Ursprünglich soll Bukovice aus vier Höfen bestanden sein, aus denen sich später durch Aufteilung das Dorf entwickelte. 1459 erwarb das Kloster Porta Coeli einen Teil von Bukovice. Der andere Teil des Dorfes wurde 1549 an die Herrschaft Černá Hora angeschlossen.
Im Zuge eines Gebietstausches mit dem Kloster erwarb 1749 die Herrschaft Lomnitz den klösterlichen Anteil. Diese Teilung bestand bis zur Mitte des 19. Jahrhunderts fort. Im Jahre 1845 entstand nördlich des Dorfes die Straße von Černá Hora nach Lomnice.
Nach der Aufhebung der Patrimonialherrschaften bildete Bukovice ab 1850 eine Gemeinde in der Brünner Bezirkshauptmannschaft und dem Gerichtsbezirk Tischnowitz. Während des Deutschen Krieges schlug im Juni 1866 die Hauptgruppe der k.k. Armee bei Bukovice ihr Lager auf und hielt vor dem Marsch auf Prag ein mehrtägiges Übungsmanöver ab. 1886 wurde in Rohozec eine gemeinschaftliche Schule für die Dörfer Rohozec und Bukovice eingeweiht, zuvor war Unín Schulort. Seit 1896 gehörte Bukovice zum neu gebildeten Bezirk Tischnowitz. Zwischen 1909 und 1912 wurde die Verbindungsstraße nach Rohozec gebaut. Die Freiwillige Feuerwehr gründete sich 1937. Zum Ende des Zweiten Weltkrieges besetzte eine Abteilung der Wehrmacht vom 20. April bis 7. Mai 1945 auf ihrem Rückzug das Dorf. 1946 verließen mehrere Familien das Dorf und übersiedelten ins Grenzgebiet nach Tatenice. Nach der Auflösung des Okres Tišnov kam Bukovice mit Beginn des Jahres 1961 zum Okres Blansko. 1976 wurde Bukovice zusammen mit Hluboké Dvory, Unín und Zhoř nach Rohozec zwangseingemeindet. 1990 entstand die Gemeinde wieder. An der Lubě wurde 1998 der Teich Rybník pod Myšníkem angelegt. Seit Beginn des Jahres 2007 gehört Bukovice zum Okres Brno-venkov. Gepfarrt ist das Dorf nach Unín.

## Gemeindegliederung
Für die Gemeinde Bukovice sind keine Ortsteile ausgewiesen.

## Sehenswürdigkeiten
- Kapelle
- Marmorkreuz, aufgestellt 1938 anstelle eines schadhaften Kruzifixes